# Lingua bemba
La lingua bemba, conosciuta anche come chibemba, chiwemba, cibemba, ichibemba, o wemba, è una lingua bantu parlata in Zambia e in Repubblica Democratica del Congo.

## Distribuzione geografica
Secondo Ethnologue, la lingua bemba è parlata complessivamente da 3,6 milioni di persone stanziate in un'area compresa tra la Repubblica Democratica del Congo e lo Zambia. La maggior parte dei locutori (3,3 milioni) si trova in Zambia, nelle province di Copperbelt, Luapula e Settentrionale. Altre 300.000 locutori si trovano nella parte sudorientale della provincia di Katanga, che appartiene alla Repubblica Democratica del Congo. 

### Dialetti e lingue derivate
Sono stati identificati vari dialetti della lingua bemba: chishinga, kabende, lembue, lomotua (o lomotwa), lunda (o luapula), mukulu, ngoma, ng'umbo, nwesi, shila, town bemba, twa di Bangweulu e unga.
Il town bemba, che utilizza come base la lingua bemba mescolata a termini provenienti dall'inglese e da altre lingue bantu, è usato come lingua franca nelle città dello Zambia.

## Classificazione
Secondo Ethnologue, la classificazione della lingua bemba è la seguente:
- Lingue niger-kordofaniane
  - Lingue congo-atlantiche
    - Lingue volta-congo
      - Lingue benue-congo
        - Lingue bantoidi
          - Lingue bantoidi meridionali
            - Lingue bantu
              - Lingue bantu centrali
                - Lingue bantu M
                  - Lingua bemba (M42)

## Grammatica
La tipologia linguistica della lingua bemba è Soggetto Verbo Oggetto.

## Scrittura
Per la scrittura viene utilizzato l'alfabeto latino.